# Legbourne
Legbourne är en ort och civil parish  i Storbritannien.   Den ligger i grevskapet Lincolnshire och riksdelen England, i den sydöstra delen av landet, 200 km norr om huvudstaden London. Legbourne ligger 22 meter över havet och antalet invånare är 627.
Terrängen runt Legbourne är platt. Runt Legbourne är det ganska tätbefolkat, med 75 invånare per kvadratkilometer. Närmaste större samhälle är Louth, 4,9 km nordväst om Legbourne. Trakten runt Legbourne består till största delen av jordbruksmark.